# 김정만 (법조인)
김정만(金正晩, 1961년)은 서울중앙지방법원 파산수석부장, 민사수석부장, 대법원장의 비서실장을 역임한 대한민국의 법조인이다. 제28회 사법시험에 합격하여 18기 사법연수원과 군 법무관을 마치고 판사에 임용되어 재직하다 2013년 2월 14일에 임명된 대한민국의 대법원장비서실장에 2015년 2월 11일까지 재직하다가  서울고등법원 부장판사, 서울중앙지방법원 파산수석부장을 거치고, 서울중앙지방법원 민사1수석부장판사에 재직하던 2018년 2월 법관을 사퇴하고 변호사 개업했다. 김정만은 파산수석부장판사로 근무하던 2016년에 서울회생법원 출범에 크게 기여했고, 한진해운, STX조선해양 등의 회생절차를 주관하였다.
김정만 변호사는 법원에서 27년간 법관으로 근무를 하면서 민사, 형사, 행정, 가사, 파산, 회생 등 다양한 사건을 처리 하였고, 2013년에는 현존액주의라는 논문으로 법학논문상을 수상하였으며, 서울중앙지방법원 민사제1수석부장판사 및 파산수석부장판사를 마지막으로 2018년 2월 변호사로 개업하여 위와 같은 풍부한 경험을 바탕으로 각종 소송을 수행하고 있다.
- 김정만 강의
- 상장폐지 사건

## 경력
- 2018 법무법인 정행
- 2017 서울중앙지방법원 민사제1수석부장판사
- 2016 서울중앙지방법원 파산수석부장판사
- 2015 서울고등법원 부장판사
- 2013 대법원장 비서실장(서울고등법원 부장판사)
- 2012 광주고등법원 부장판사
- 2011 수원지방법원 성남지원장
- 2009 서울중앙지방법원 부장판사(파산부 부장판사)
- 2006 사법연수원 교수(민사, 보전소송, 도산, 노동)
- 2004 전주지방법원 부장판사
- 2003 서울지방법원 판사
- 2001 서울고등법원 판사
- 2000 서울지방법원 북부지원 판사
- 1998 서울지방법원 의정부지원 판사
- 1997 인천지방법원 판사
- 1996 광주지방법원 판사
- 1994 광주지방법원 순천지원 판사
- 1992 광주지방법원 판사
- 1989 육군법무관(군검찰관)
- 1989 사법연수원 제18기 수료
- 1986 제28회 사법시험 합격

## 학력
- 2009 서울대학교 AIP 과정 수료
- 2003 히토쯔바시대학 및 일본 최고재판소 등 특정주제 연수
- 1997 일본교토대학 연수
- 1986 건국대학교 대학원 법학과 수료
- 1984 건국대학교 법학과 졸업
- 1980 광주고등학교 졸업

## 자격
- 한국변호사(대한변협, 서울변회)

## 기타
- 한국도산법학회 이사
- 한국도산법연구회 회원
- 민사소송법학회 회원
- 제5기 주식백지신탁심사위원
- 도산절차상 M&A. 현존액주의 등 다수 논문